# Obaluaiê
Obaluaiê (em iorubá: Ọbalúwáiyé), Abalaú, Abaluê, Abaluiaê, Obaluaê , Omolu ou Yorimá é o orixá da cura em todos os seus aspectos, da terra, do respeito aos mais velhos e protetor da saúde. É chamado sempre que necessário afastamento de enfermidades. 
Todo esforço para manter o equilíbrio mental, físico, emocional ou espiritual também é uma forma de cultuar este orixá. Como as coletividades também adoecem, todo esforço para aqueles que nos cercam ou para melhorar o mundo em que vivemos também é uma forma de cultuar Obaluaiê. Ao contrário do que pensam, ele não é o deus da morte, dos mortos, do cemitério ou das almas que lá habitam. O que acontece, é que por ser o orixá que promove a cura para as enfermidades, automaticamente ele está sempre próximo a Iku (orixá responsável por tirar a vida), pois ele promove a cura para aqueles que estão perto da morte.
Com a aglutinação de Orixás (vários orixás parecidos serem cultuados como apenas um) promovida pela diáspora africana, Obaluaiê é constantemente confundido com o vodum Sapatá, e especialmente com o orixá Omolu e difundido até que são a mesma divindade, mas são orixás diferentes. Esse equívoco ocorre principalmente, pelo motivo de os dois orixás terem domínios sobre a cura e doenças, e os dois usarem xaxará. Outro fator que promoveu essa confusão, é que Obaluaiê era chamado de Omo Olu (filho da Olu) mas pelo fato de sua mãe se chamar Olu, enquanto o orixá Omolu recebe esse nome com o significado de "filho do senhor" (Omo = filho, Olu = senhor), já que Omolu é filho do próprio Oxalá. Outro resultado da diáspora foi a adição de palhas em suas vestimentas, resultante pela mistura de cultos com o vodum Sapatá e com o orixá Omolu, que originalmente usam palhas, diferente de Obaluaiê, que em seu culto original não usa.
O calor também é uma propriedade de Obaluaiê, como a febre, o corpo esquentando para expulsar uma doença, é Obaluaiê agindo no corpo do ser humano, assim como o calor que vem das profundezas da terra. Por isso, todo tipo de sacrifício ou oferenda para Obaluaiê deve ser feito durante o dia, nunca a noite, quando a temperatura está mais alta.
Seus poderes e as magias de seu culto são usados contra todo tipo de enfermidades, mas particularmente contra as doenças de pele, inflamações, e doenças transmitidas através do ar que possam causar epidemias. Também são usadas para curar pessoas com problemas de convulsão, epilepsia e catalepsia. 

## Etimologia
Obaluaiê é um termo iorubá que significa "o rei que é senhor da terra": Obá (rei) + Olu (senhor) + Aiê (terra). Também é conhecido como Babá Iboná = pai da quentura), Ile Igbona (terra quente), Olode (senhor do exterior, aquele que é cultuado do lado de fora). 

## Descrição
Obaluaiê é identificado no jogo do merindilogum pelos odus Irossum, Ossá, Ejilobom e representado materialmente e imaterial no candomblé através do assentamento sagrado denominado ibá de Obaluaiê. Ele representa o ponto de contato dos humanos com a terra e o Aiê. Sua energia é manipulada para agradecer à terra pelo que ela oferece.
Acredita-se que Obaluaiê e Xapanã são a mesma divindade por serem relativamente semelhantes, mas mesmo assim, com algumas diferenças. Enquanto Xapanã é o orixá que foi criado por Olodumarê e desceu para o Aiê para ajudar a criar o mundo, Obaluaiê é o homem, que teve uma vida própria, normal, mas que se tornou orixá pelo seus poderes (iguais aos de Xapanã) e pela sua sabedoria. Outra teoria é que Obaluaiê seria uma encarnação de Xapanã. Tem-se então que seu verdadeiro nome seja Xapanã (em iorubá, varíola), que é o verdadeiro nome de Xapanã, e que dizer esse nome poderia causar varíola àquele indivíduo, ou até mesmo causar uma epidemia de varíola na cidade. Portanto, o nome Xapanã era usado somente durante os rituais litúrgicos. 
Este orixá possui total controle sobre o ajogum Arum (doença), em que afasta este ajogum (seres que lutam contra a humanidade) da pessoa e das comunidades quando chamado, mas que também pode ser seu grande aliado quando decide punir alguém, por roubar, ser mau-caráter, etc. E principalmente pelas coisas que este orixá mais condena, que é o envenenamento, a mentira e a feitiçaria. Por este motivo, em terras africanas o ibá de Obaluaiê sempre fica afastado das cidades, para que este orixá não puna as pessoas que agirem de forma que ele decida que mereça uma punição.
Obaluaiê é estreitamente relacionado a Exu e Xangô. Seu castigo, como o de Xangô, é considerado uma punição nobre. Assim, a morte de alguém por varíola não deve ser lamentada, mas, ao contrário, deve ser aceita com alegria e gratidão. Daí origina-se outro de seus nomes: Alápadúpé (O que mata e a quem devemos ser agradecidos por haver morto). Alguns anciãos dizem que Obaluaiê é irmão mais novo de Xangô. De fato o calor é comum às duas divindades, nas febres provocadas por Obaluaiê e no poder sobre o fogo de Xangô. Esta crença leva os devotos de Xangô a considerarem-se imunes à fúria de Obaluaiê, e vice-versa: daí a expressão "Não há dano que o irmão mais velho possa infligir aos filhos do irmão mais novo". Estes orixás são tão familiares entre si que, segundo narrações tradicionais, Obaluaiê refere-se frequentemente a Xangô, em tom de brincadeira, dizendo que quando este vai destruir uma única pessoa faz um enorme alarde, com extraordinários efeitos de luz e som (relâmpagos e raios), enquanto ele próprio destrói centenas de pessoas silenciosamente.

## História[10]

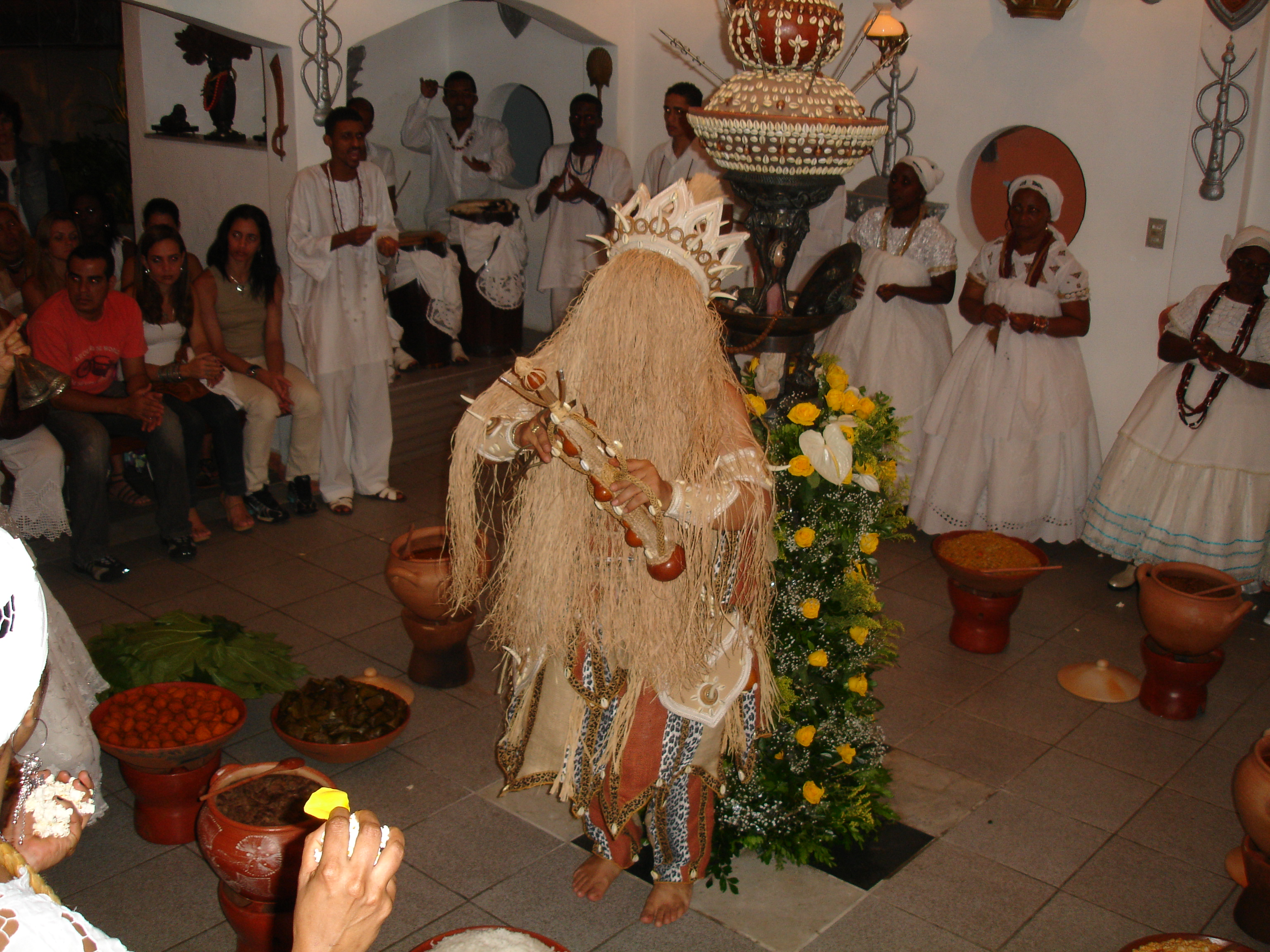
Obaluaiê dançando Opanijé no candomblé do Ilê Axé Ijino Ilu Oróssi

A maioria das histórias conhecidas sobre Obaluaiê não são originalmente dele, mas sim de Omolu, pelo fato da mistura dos dois cultos e de muitas informações tiverem sido perdidas ao passar dos anos. Obaluaiê não era filho de Nanã, consequentemente não era irmão de Oxumarê e Ieuá, e não tinha nenhuma doença (por isso, Obaluaiê não usa palhas) em seu corpo, diferente de Omolu. Era exatamente pelo fato de não ter doença com que ele podia controlá-las, fazendo com que seu poder entrasse no corpo das pessoas tirando as enfermidades, ou por algum motivo, causá-las a algum indivíduo. 
A história de que Obaluaiê e Xangô terem uma certa rivalidade ou desavença, também não é verdadeira, pois os mesmos eram melhores amigos, em algumas regiões é considerado até que eram "irmãos de diferentes mães". Quando Obaluaiê estava de passagem em Oió com seu pequeno exército, algumas nações declararam guerra a Oió e a Xangô. Xangô, que já tinha ouvido falar da fama de Obaluaiê e sabia que o poderoso guerreiro estava em seu reino, foi pedir-lhe ajuda para que ajudasse na guerra. Obaluaiê aceitou o pedido, pois ele e Xangô eram provenientes de Tapa, tinham a mesma origem. A partir daí, Obaluaiê e Xangô se tornaram melhores amigos. Quando Xangô, sumiu e se tornou orixá, e todos acharam que tinha morrido, escolheram temporariamente Obaluaiê para ser o Alafim de Oió, pelo fato de ser o melhor amigo do antigo rei. Por este motivo, Obaluaiê leva o termo "Obá" (rei) em seu nome, e sua saudação é "Kabiesi oo" (Salve a majestade). 

## Características rituais

### Dança
Sua dança, o opanijé cuja tradução é: "ele mata qualquer um e come", expressão também conhecida em terras africanas. Nela dança curvado para frente, e faz menção aos cinco sentidos humanos e a terra, como que dizendo que ele é quem é o dono da terra e dos sentidos.

### Simbolos
Seus instrumentos são a lança, indicando sua ligação com a guerra (já que quando humano era um guerreiro), uma pequena cabaça com feitiços para dar às pessoas que estão doentes e o xaxará (Sàsàrà), espécie de cetro de mão, feito de nervuras da palha do dendezeiro, enfeitado com búzios e contas, em que ele capta das casas e das pessoas as energias negativas, bem como "varre" as doenças, impurezas e males sobrenaturais. Esta representação nos mostra sua ligação a terra. Na Nigéria, os Owo Érindínlogun adoram Obaluaiê e usam, no punho esquerdo, uma tira de Igbosu (pano africano) onde são costurados cauris esó (búzios).

### Vestimenta

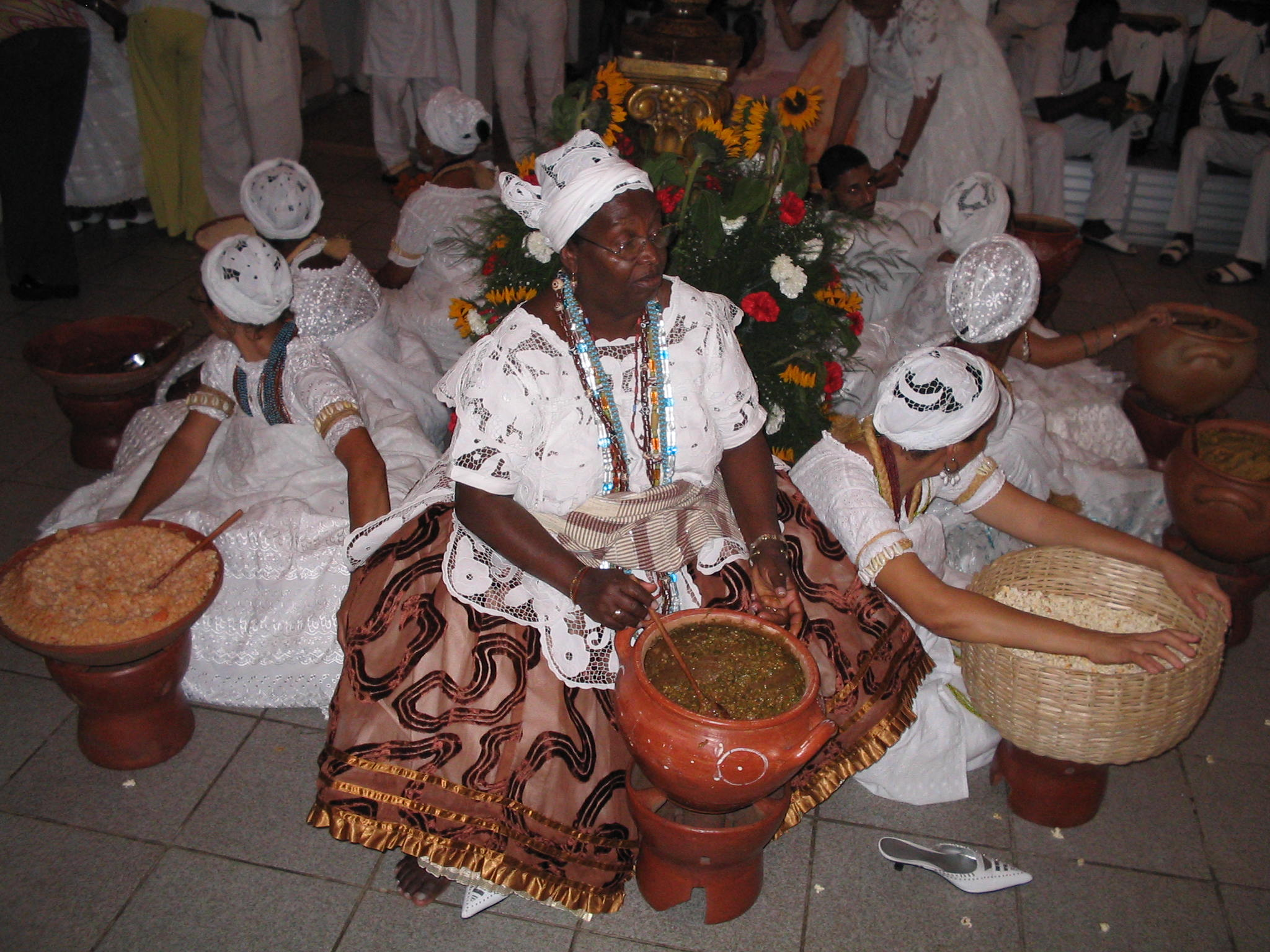
Comidas do Olubajé, no candomblé do Ilê Axé Ijino Ilu Oróssi

A roupa de Obaluaiê é feita com um pano vermelho, e pode usar incrementado com preto ou branco. Em sua roupa também é colocada magias para que quando as pessoas cheguem perto do orixá, a doença vá embora. A coloração do vermelho é um pouco mais clara, assim como a de Xangô.
No Brasil, com a mistura do culto de Obaluaiê com orixás que usam palhas, ele usa uma vestimenta de palhas de ìko, é uma fibra de ráfia extraída do Igí-Ògòrò, a palha da costa, elemento de grande significado ritualístico,  sua presença indica que algo deve ficar oculto. É composta de duas partes: o "filá" e o "azé". A primeira parte, a de cima, que cobre a cabeça, é uma espécie de capuz trançado de palha da costa, acrescido de palhas em toda sua volta, que passam da cintura.
O azé, seu asó-ìko (roupa de palha), é uma saia de palha da costa que vai até os pés em alguns casos. Em outros, acima dos joelhos, por baixo desta saia, vai um xokotô, espécie de calça, também chamado "cauçulu", em que oculta o mistério da morte e do renascimento. Nesta vestimenta, acompanham algumas cabaças penduradas, onde carrega seus remédios. A palha da costa é mais encontrada no norte do Brasil.

### Festa
Os festivais que são realizados no período de seca, onde normalmente se espalham doenças pela cidade. Obaluaiê incorporado em um elegum, os sacerdotes e devotos saem pelas ruas da cidade, pedindo o afastamento de doenças, para que a terra possa voltar a dar frutos e para que não falte alimento. Durante as procissões, os doentes se abaixam perante Obaluaiê para que recebam magias e remédios para obter a cura. Em terras iorubás, normalmente são famílias que por gerações os membros são iniciados para Obaluaiê e tem a responsabilidade de manter vivo o seu culto e passa-lo para gerações futuras.
No Brasil, a festa anual é o Olubajé (Comer a comida do senhor). São feitas e distribuídas no mínimo nove iguarias da culinária africana (comida ritual), seus "filhos" devidamente incorporados e paramentados oferecem  aos convidados e assistentes, em folhas de mamona ilará ou bananeira (aguede), no sentido de prolongar a vida e trazer saúde .

### Sete folhas mais usadas para Obaluaiê
- Euê ibolé
- Euê rerê
- Atorinã
- Euê lará
- Euê odã
- Afom
- Tamandê

## Brasil
É sincretizado como São Roque e São Lázaro.
Na umbanda, acredita-se que atua no processo de reencarnação e da evolução humana sinalizando as passagens de um nível vibratório ou estágio da evolução para outro.

## Umbanda
Em muitas casas de Umbanda, Obaluaê e Omolu são o mesmo Orixá, mas principalmente devido aos estudos de Rubens Saraceni e à Umbanda Sagrada, também é comum separá-los. Obaluaê está relacionado ao trono da Evolução (junto com Naná) e Omolu com o trono da Geração (junto com Iemanjá). O ponto riscado de Obaluaê costuma ser uma chave dentro de uma circunferência e o de Omolu uma circunferência dividida em quatro partes.

## Arquétipo
Seus filhos parecem ter mais idade do que realmente têm por conta da entidade ser mais velha e agem como se tivessem idade avançada. Seus filhos são doces, mas reclamões, rabugentos, um tanto mal-humorados. Quando querem, fazem e ajudam a todos sem exceção. Sofrem com muitos problemas de saúde que se arrastam por anos, geralmente desde criança ou desde o nascimento. São fiéis, dedicados e amigos de verdade. Podem ter premonições e seus filhos tem um pensamento de pessoas maduras, o que os ajuda a não agirem como crianças, ou serem irresponsáveis. Gostam da ordem e disciplina.
Não são pessoas de levar desaforos para casa e nem de falar pelas costas. Odeiam fofocas e vulgaridades do gênero. Os filhos de Obaluaiê são irônicos, secos e diretos. Os descendentes desse orixá são muito independentes e têm a necessidade de crescer com suas próprias forças e recursos. Muitas dessas pessoas, devido à influência do seu orixá, que comanda os eguns, podem ter experiências sobrenaturais, como visões, sonhos etc.

## América Latina
Na Santería, Babaluaiê está entre os orixás mais populares. Sincretizado com Lázaro, e considerado particularmente milagroso, Babaluaiê é homenageado publicamente com uma peregrinação no dia 17 de dezembro, quando dezenas de milhares de devotos se reúnem na Igreja e Leprosário de São Lázaro em El Rincón, na periferia de Santiago de Las Vegas, Havana. Comunidades Arará em Cuba e sua diáspora honram o espírito como Asojano. Ambas as tradições usam pano de saco em rituais para evocar a sua humildade. O espírito também aparece em Palo como Pata en Llaga.

## Santería

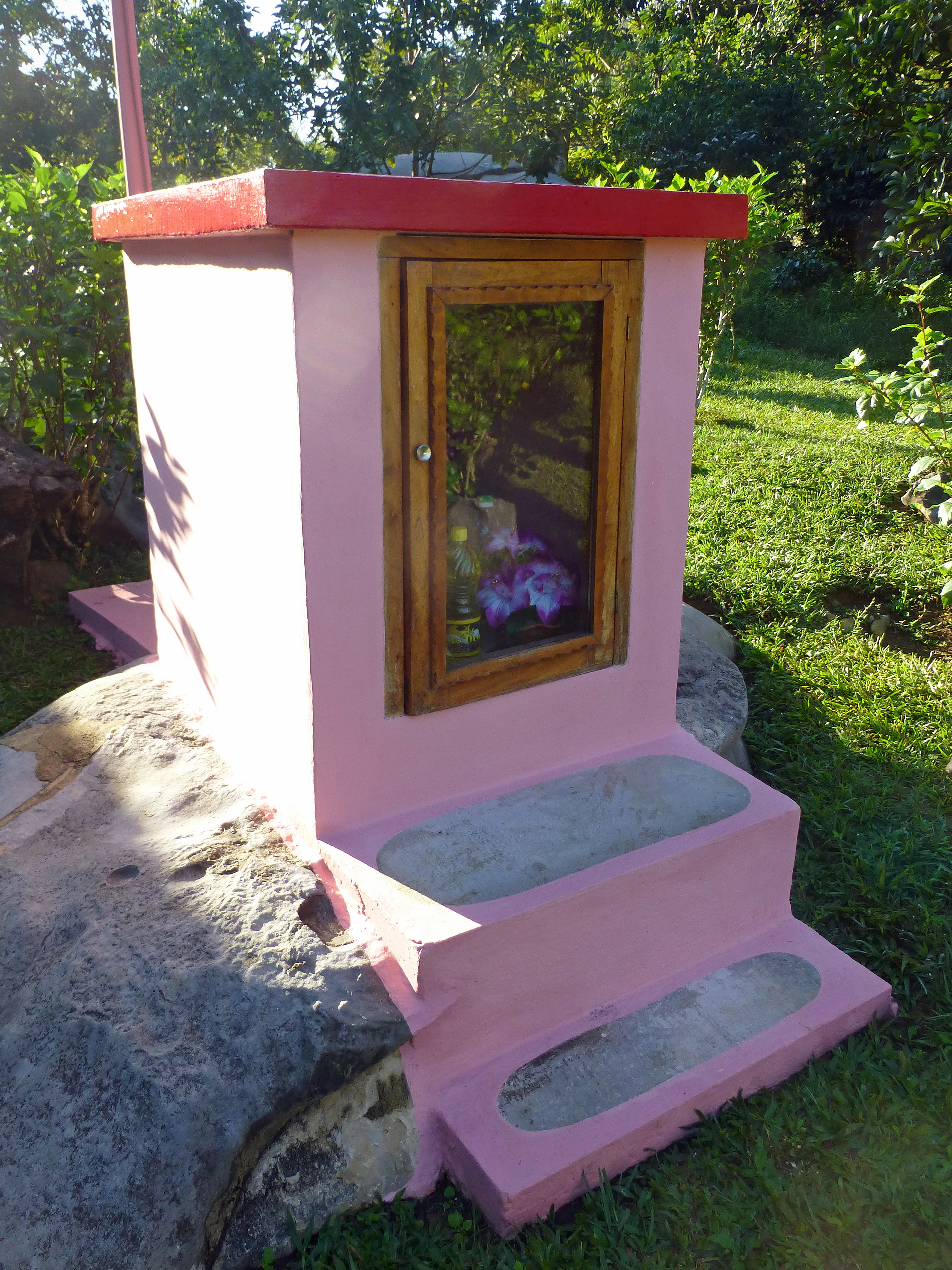
Sincretismo religioso em Cuba, altar dedicado a São Lázaro/Babaluaiê no Vale de Viñales.

Na santería, é cultuado como Babaluaiê.
As narrativas e rituais que carregam a informação cultural importante sobre Babaluaiê incluem vários temas recorrentes e inter-relacionados.
- Terra: A adoração de Babaluaiê é frequentemente associada à própria Terra, e até mesmo o seu nome identifica-o com a própria Terra.[15]

- Doença e sofrimento: Referido como o "deus da varíola", Babaluaiê certamente liga de volta à doença no corpo e as mudanças que ela traz.[16] Porque Babaluaiê tanto pune as pessoas com a doença e os recompensa com a saúde, suas histórias e cerimônias frequentemente lidam com o corpo como um locus central da experiência para ambas as limitações humanas e poder divino. Da mesma forma, sua claudicação mítica evoca a ideia de viver em um constante estado de limitação e a dor física, enquanto as pessoas apelam para ele para protegê-los da doença.

- A permeável natureza das coisas: Nas Américas, as vasilhas de Babaluaiê sempre tem vários buracos em suas tampas, permitindo a entrada das oferendas, mas também simboliza a dificuldade em conter a doença completamente. Estes buracos são muitas vezes explicitamente em comparação com feridas pústula da pele do orixá [17] Esta permeabilidade também aparece no pano de saco e franja de ráfia chamado mariwó usado para vestir o orixá.

- Sigilo e revelação: O contraste entre silêncio e fala, escuridão e luz, e sigilo e revelação permeiam a adoração de Babaluaiê. De acordo com a tradição, certas coisas devem permanecer secretas para sustentar seu poder ritual ou na sua função saudável. Por sua vez a inadequada revelação leva a doença e outras manifestações negativas.[18] Por outro lado a revelação de informações adequadas pode fornecer ensinamentos e orientações importantes.

- Maldade e retidão: Representado em narrativas sagradas como um transgressor em alguns casos, o próprio Babaluaiê é condenado ao exílio porque ele quebrou o contrato social. A dor física de sua perna manca transforma a dor emocional do exílio. Só depois de passar muito tempo em isolamento ele retorna à sociedade. Em outros contextos, ele é elogiado como o mais justo de todos os orixás. Da mesma forma, ele é muitas vezes referido como a punição a ofensa de seres humanos.[19]

- Exílio e movimento: Fortemente associadas com a floresta e a estrada em si, as histórias principais e cerimônias relacionadas com Babaluaiê envolvem movimento como um antídoto à estagnação. Em cerimônias Lucumí e Arará em Cuba, sua vasilha é ritualmente movida de lugar para lugar em iniciações importantes. Mas através deste movimento por espaços diferentes, Babaluaiê aparece regularmente como um complexo, mesmo figura liminar, que une vários reinos. Fortemente associado com ervas poderosas utilizadas para venenos e panaceias, ele é por vezes associado com Oçânhim e os poderosos atos de magos. Fortemente associado com a Terra e os ancestrais enterrados dentro dela, ele às vezes é ritualmente honrado com os mortos.[20] Ao mesmo tempo, ele é amplamente incluído como um orixá ou um fodum, como o Arará tradicionalmente chama suas divindades em Cuba.[21] Da mesma forma os cães fortemente associados com Babaluaiê movimentam da casa, para a rua, para a floresta, e para trás com relativa facilidade.

- Morte e ressurreição: Por último, mas não menos importante, a própria jornada de exílio, a debilitação da Babaluaiê e, finalmente, a restauração aborda a natureza cíclica de toda a vida. Embora este tema de transcendência desempenha um papel muito mais proeminente nas Américas do que na África Ocidental, também está presente lá em narrativas sobre epidemias que abateram  sobre reis e reinos, apenas para encontrar alívio e remédio em Babaluaiê.[22]

## Atributos principais
- Dia da semana: segunda-feira[11]
- Cores: preto, vermelho e branco
- Símbolo: Sasará, lê-se "xaxará" (um tubo de palha trançada com sementes mágicas e segredos dentro).
- Número: 13
- Comida: gugurú (pipoca feita na areia colhida em praias).
- Saudação: Kabiesi o (Ele é a majestade) e Atotô (silêncio).
- Odu regente: Odí